# Neoathyreus apiculatus
Neoathyreus apiculatus es una especie de coleóptero de la familia Geotrupidae.

## Distribución geográfica
Habita en Costa Rica.